# Smiljan
Smiljan est une localité de Croatie dépendant de la municipalité de Gospić, dans le comitat de Lika-Senj. Sa population s'élève en 2001 à 446 habitants et le village voisin de Smiljansko Polje (« Champ de Smiljan ») compte 178 habitants. Smiljan se situe à 7 km à l'ouest de Gospić et à 15 km de l'autoroute reliant Zagreb à Split.
Le village est célèbre pour être le lieu de naissance de Nikola Tesla, le 10 juillet 1856.
La maison de naissance de Tesla, ainsi que l'église orthodoxe serbe et ses environs ont été aménagés en centre de mémoire où sont présentées des expositions sur les inventions de Tesla, et en un musée sur la vie de l'inventeur. Il y a aussi un centre de congrès dans un bâtiment voisin.